# Kornet, Podgorica
Kornet este un sat din municipiul Podgorica, Muntenegru. Conform datelor de la recensământul din 2003, localitatea are 59 de locuitori (la recensământul din 1991 erau 30 de locuitori).

## Demografie
În satul Kornet locuiesc 52 de persoane adulte, iar vârsta medie a populației este de 49,3 de ani (46,8 la bărbați și 51,6 la femei). În localitate sunt 20 de gospodării, iar numărul mediu de membri în gospodărie este de 2,95.
Populația localității este foarte eterogenă.
|  |

| Demografie | Demografie | Demografie |
| An         | Locuitori  | Locuitori  |
| ---------- | ---------- | ---------- |
|            |            |            |
|            |            |            |
|            |            |            |
|            |            |            |
| 1948       | 107        |            |
| 1953       | 104        |            |
| 1961       | 76         |            |
| 1971       | 69         |            |
| 1981       | 62         |            |
| 1991       | 30         | 30         |
| 2003       | 59         | 59         |

| \| Componența etnică conform recensământului din 2003[2] \| Componența etnică conform recensământului din 2003[2] \| Componența etnică conform recensământului din 2003[2] \| Componența etnică conform recensământului din 2003[2] \| Componența etnică conform recensământului din 2003[2] \| \| ----------------------------------------------------- \| ----------------------------------------------------- \| ----------------------------------------------------- \| ----------------------------------------------------- \| ----------------------------------------------------- \| \| \| \| \| \| \| \| Muntenegreni \| Muntenegreni \| \| 32 \| 54,23% \| \| Sârbi \| Sârbi \| \| 21 \| 35,59% \| \| necunoscută \| necunoscută \| \| 0 \| 0% \| |              |  |    |        |
| Componența etnică conform recensământului din 2003 |              |  |    |        |
| |              |  |    |        |
| Muntenegreni | Muntenegreni |  | 32 | 54,23% |
| Sârbi | Sârbi        |  | 21 | 35,59% |
| necunoscută | necunoscută  |  | 0  | 0%     |